# Championnat du Luxembourg de football 1929-1930
Navigation
Saison précédente Saison suivante
La saison 1929-1930 du Championnat du Luxembourg de football était la 20e édition du championnat de première division au Luxembourg. Huit clubs sont regroupés au sein d'une poule unique où ils se rencontrent deux fois, à domicile et à l'extérieur. En fin de saison, les deux derniers du classement sont relégués et remplacés par les deux meilleurs clubs de Promotion d'Honneur, la deuxième division luxembourgeoise.
C'est le club du CS Fola Esch qui remporte le championnat en terminant en tête du classement final, avec un seul point d'avance sur le double tenant du titre, le CA Spora Luxembourg et 3 sur les Red Boys Differdange. C'est le 5e titre de champion du Luxembourg du club.

## Les 8 clubs participants
| - CA Spora Luxembourg - Red Black Pfaffenthal - Red Boys Differdange - Jeunesse d'Esch - Fola Esch - Progrès Niedercorn - Union Luxembourg - Promu de Division d'Honneur - US Dudelange - Promu de Division d'Honneur |

## Compétition

### Classement
Le barème utilisé pour établir le classement est le suivant :
- Victoire : 2 points
- Match nul : 1 point
- Défaite, forfait ou abandon : 0 point

| Rang | Équipe                   | Pts | J  | G | N | P | Bp | Bc | Diff |  | Résultats (▼ dom., ► ext.) | Fol | Spo | RBD | Nie | Pfa | Uni | Dud | Jeu |
| ---- | ------------------------ | --- | -- | - | - | - | -- | -- | ---- |  | -------------------------- | --- | --- | --- | --- | --- | --- | --- | --- |
| 1    | CS Fola Esch             | 20  | 14 | 9 | 2 | 3 | 29 | 16 | +13  |  | CS Fola Esch               |     | 1-2 | 1-0 | 2-1 | 2-1 | 2-0 | 5-1 | 1-0 |
| 2    | CA Spora Luxembourg (T)  | 19  | 14 | 8 | 3 | 3 | 47 | 31 | +16  |  | CA Spora Luxembourg (T)    | 2-3 |     | 2-2 | 4-4 | 3-1 | 3-4 | 4-4 | 8-1 |
| 3    | Red Boys Differdange (C) | 17  | 14 | 8 | 1 | 5 | 42 | 16 | +26  |  | Red Boys Differdange (C)   | 2-1 | 1-2 |     | 8-0 | 5-0 | 1-2 | 4-1 | 4-2 |
| 4    | Progrès Niedercorn       | 15  | 14 | 5 | 5 | 4 | 28 | 26 | +2   |  | Progrès Niedercorn         | 1-1 | 1-2 | 2-1 |     | 1-1 | 2-2 | 3-0 | 5-0 |
| 5    | Red Black Pfaffenthal    | 12  | 14 | 3 | 6 | 5 | 14 | 22 | -8   |  | Red Black Pfaffenthal      | 1-1 | 2-3 | 1-0 | 1-1 |     | 0-0 | 1-1 | 1-1 |
| 6    | Union Luxembourg (P)     | 12  | 14 | 5 | 2 | 7 | 22 | 40 | -18  |  | Union Luxembourg (P)       | 0-4 | 0-9 | 1-5 | 3-3 | 0-1 |     | 4-1 | 4-3 |
| 7    | US Dudelange (P)         | 9   | 14 | 3 | 3 | 8 | 23 | 37 | -14  |  | US Dudelange (P)           | 2-4 | 1-2 | 1-4 | 2-1 | 3-0 | 4-1 |     | 1-1 |
| 8    | Jeunesse d'Esch          | 8   | 14 | 3 | 2 | 9 | 24 | 41 | -17  |  | Jeunesse d'Esch            | 3-1 | 6-1 | 0-5 | 1-3 | 1-3 | 2-3 | 3-1 |     |

## Bilan de la saison
| Championnat du Luxembourg de football 1929-1930 |                          |
| Champion                                        | CS Fola Esch (5e titre)  |
| Coupes et trophées                              |                          |
| Vainqueur de la Coupe du Luxembourg 1929-1930   | Red Boys Differdange     |
| Promotions et relégations                       |                          |
| Promus en Première Division                     | The National Schifflange |
| Promus en Première Division                     | Stade Dudelange          |
| Relégués en Division d'Honneur                  | Jeunesse d'Esch          |
| Relégués en Division d'Honneur                  | US Dudelange             |